# Persone di nome Gina
| Questa pagina contiene informazioni ricavate automaticamente dalle voci biografiche con l'ausilio del template Bio e di un bot. L'aggiornamento è periodico e automatico e ricostruisce completamente la pagina. Se manca una persona in questa lista, sei pregato di non aggiungerla, ma accertati piuttosto che la sua voce biografica contenga il template Bio e che i dati anagrafici siano correttamente compilati. Se il template Bio manca, inseriscilo tu stesso o, in alternativa, metti l'avviso {{tmp\|Bio}} che ne segnala la mancanza. Se i dati riportati sono sbagliati, correggi direttamente la voce biografica; le modifiche saranno visibili in questa lista entro pochi giorni. Per chiarimenti vedi il progetto antroponimi. La lista contiene solo le 69 persone che sono citate nell'enciclopedia e per le quali è stato implementato correttamente il template Bio. Pagina aggiornata al 22 lug 2025. |

Questa è una lista di persone presenti nell'enciclopedia che hanno il nome Gina, suddivise per attività principale.

## Agenti segreti(1)
- Gina Haspel, agente segreto e funzionaria statunitense (Ashland, n. 1956)

## Ambientaliste(1)
- Gina Lopez, ambientalista e filantropa filippina (Manila, n. 1953 - Makati, † 2019)

## Astronome(1)
- Gina Fedon, astronoma italiana

## Attrici(22)
- Gina Amendola, attrice italiana (Grottaminarda, n. 1896 - Roma, † 1968)
- Gina Bellman, attrice neozelandese (Auckland, n. 1966)
- Gina Carano, attrice e ex artista marziale mista statunitense (Dallas, n. 1982)
- Gina Falckenberg, attrice, scrittrice e sceneggiatrice tedesca (Emmering, n. 1907 - Lucca, † 1996)
- Gina Gershon, attrice statunitense (Los Angeles, n. 1962)
- Gina Hecht, attrice statunitense (Winter Park, n. 1953)
- Gina Holden, attrice canadese (Smithers, n. 1975)
- Gina Lollobrigida, attrice e artista italiana (Subiaco, n. 1927 - Roma, † 2023)
- Gina Manès, attrice francese (Parigi, n. 1893 - Tolosa, † 1989)
- Gina Mascetti, attrice italiana (Roma, n. 1911 - Roma, † 1995)
- Gina Mastrogiacomo, attrice statunitense (Long Island, n. 1961 - California, † 2001)
- Gina Mattarolo, attrice italiana (Francia, n. 1908 - Venezia, † 2000)
- Gina McKee, attrice britannica (Sunderland, n. 1964)
- Gina Palerme, attrice, ballerina e cantante francese (Bussière-Galant, n. 1885 - Les Pavillons-sous-Bois, † 1977)
- Gina Moneta, attrice italiana (Milano, n. 1894 - Rozzano, † 1961)
- Gina Philips, attrice statunitense (Miami Beach, n. 1970)
- Gina Rodriguez, attrice statunitense (Chicago, n. 1984)
- Gina Rovere, attrice italiana (Roma, n. 1936)
- Gina Sammarco, attrice italiana (Milano, n. 1897 - Milano, † 1976)
- Gina Alice Stiebitz, attrice tedesca (Berlino, n. 1997)
- Gina Tognoni, attrice statunitense (Saint Louis, n. 1973)
- Gina Torres, attrice statunitense (New York, n. 1969)

## Attrici pornografiche(3)
- Gina Gerson, attrice pornografica e modella russa (Prokop'evsk, n. 1991)
- Gina Lynn, ex attrice pornografica portoricana (Mayagüez, n. 1974)
- Gina Valentina, attrice pornografica brasiliana (Rio de Janeiro, n. 1997)

## Calciatrici(1)
- Gina Lewandowski, ex calciatrice statunitense (Bethlehem, n. 1985)

## Cantanti(3)
- Gina Beck, cantante e attrice britannica (High Wycombe, n. 1981)
- G.NA, cantante canadese (Edmonton, n. 1987)
- Gina G, cantante australiana (Brisbane, n. 1970)

## Cantautrici(1)
- Gina Jeffreys, cantautrice australiana (Toowoomba, n. 1968)

## Cavallerizze(1)
- Gina Miles, cavallerizza statunitense (San Francisco, n. 1973)

## Cestiste(2)
- Gina Conti, cestista statunitense (Grove City, n. 1999)
- Gina Farmer, ex cestista neozelandese (Christchurch, n. 1974)

## Chitarriste(1)
- Gina Stile, chitarrista statunitense (Massapequa, n. 1965)

## Divulgatrici scientifiche(1)
- Gina Lombroso, divulgatrice scientifica, medico e scrittrice italiana (Pavia, n. 1872 - Ginevra, † 1944)

## Fondiste(1)
- Gina del Rio, fondista andorrana (n. 2004)

## Ginnaste(1)
- Gina Gogean, ex ginnasta rumena (Câmpuri, n. 1978)

## Hockeiste su ghiaccio(1)
- Gina Kingsbury, ex hockeista su ghiaccio canadese (Uranium City, n. 1981)

## Imprenditrici(1)
- Gina Miller, imprenditrice britannica (Guyana, n. 1965)

## Informatiche(1)
- Gina Bianchini, informatica e imprenditrice statunitense (n. 1972)

## Modelle(2)
- Gina Swainson, modella britannica (Bermuda, n. 1958)
- Gina Tolleson, modella e editrice statunitense (Spartanburg, n. 1969)

## Pallavoliste(2)
- Gina Mambrú, pallavolista dominicana (Santo Domingo, n. 1986)
- Gina Mancuso, pallavolista statunitense (Bellevue, n. 1991)

## Partigiane(3)
- Gina Borellini, partigiana e politica italiana (San Possidonio, n. 1919 - Modena, † 2007)
- Gina Galeotti Bianchi, partigiana italiana (Mantova, n. 1913 - Milano, † 1945)
- Gina Moncigoli, partigiana italiana (Ramiseto, n. 1923 - Castelnovo ne' Monti, † 2011)

## Performance artist(1)
- Gina Pane, performance artist francese (Biarritz, n. 1939 - Parigi, † 1990)

## Pilote motociclistiche(1)
- Gina Bovaird, pilota motociclistica statunitense (Boston, n. 1949)

## Pittrici(1)
- Gina Roma, pittrice italiana (Vazzola, n. 1914 - Fratta, † 2005)

## Poetesse(1)
- Gina Gennai, poetessa italiana (San Gimignano, n. 1887 - Firenze, † 1976)

## Politiche(4)
- Gina Dowding, politica britannica (Burnley, n. 1962)
- Gina Krog, politica, insegnante e editrice norvegese (Flakstad, n. 1847 - Oslo, † 1916)
- Gina Martini Fanoli, politica italiana (Milano, n. 1919 - † 1965)
- Gina Raimondo, politica statunitense (Smithfield, n. 1971)

## Registe(1)
- Gina Prince-Bythewood, regista, sceneggiatrice e produttrice cinematografica statunitense (New York, n. 1969)

## Sciatrici alpine(1)
- Gina Stechert, ex sciatrice alpina tedesca (Oberstdorf, n. 1987)

## Scrittrici(3)
- Gina Berriault, scrittrice e sceneggiatrice statunitense (Long Beach, n. 1926 - Greenbrae, † 1999)
- Gina Kaus, scrittrice e sceneggiatrice austriaca (Vienna, n. 1893 - Los Angeles, † 1985)
- Gina Labriola, scrittrice e pittrice italiana (Chiaromonte, n. 1931 - Aubagne, † 2011)

## Soprani(3)
- Gina Ciaparelli, soprano italiano (Novara, n. 1881 - New York, † 1936)
- Gina Cigna, soprano francese (Angers, n. 1900 - Milano, † 2001)
- Nera Marmora, soprano italiano (Terni, n. 1891 - Roma, † 1924)

## Velociste(2)
- Gina Bass, velocista gambiana (Toubacouta, n. 1995)
- Gina Lückenkemper, velocista tedesca (Hamm, n. 1996)

## Senza attività specificata(1)
- Gina Tiossi, italiana (Cavriglia, n. 1922 - Firenze, † 2014)